# Dialogue aux enfers entre Machiavel et Montesquieu
 (janvier 2012).
Améliorez-le ou discutez des points à vérifier. 
Le Dialogue aux enfers entre Machiavel & Montesquieu est un pamphlet de Maurice Joly (1829-1878) paru en 1864 à Bruxelles chez A. Mertens et fils critiquant la politique dictatoriale de Napoléon III.

## Description

### L’auteur
Avocat, Joly partageait non seulement la révolte de Victor Hugo devant le coup d’État de Napoléon III, mais il voyait aussi dans la manipulation des milieux d’affaires, de la presse et de la population par le nouvel Empereur un grave risque de servitude morale pour la totalité du peuple français.
Il écrivit sous pseudonyme et fit circuler depuis la Belgique un pamphlet contre le régime : Dialogue aux enfers entre Machiavel & Montesquieu. Le pamphlet circula, mais Maurice Joly fut découvert, les exemplaires encore chez lui détruits, et l’auteur emprisonné.

### Le titre
Le titre indique qu'on se situe dans la continuation d'un genre déjà illustré par Fontenelle et Fénelon: le Dialogue des morts de Lucien de Samosate.
Maurice Joly ne retira pas grande consolation du retour de la République après la défaite impériale de Sedan. Sa causticité et sa lucidité (qui ne sont pas sans évoquer un Ambrose Bierce ou un Thorstein Veblen) le faisant juger incontrôlable, il est boudé par ses amis républicains qui ne l’associent pas à leurs travaux ; il constate que le remplacement de l’Empereur par la République n’éloigne pas réellement les menaces de mainmise sur la société qu’il prévoyait ; il finit par se suicider en 1878.

### Le sujet
Machiavel et Montesquieu devisent aux enfers, et échangent quelques propos sur la politique moderne et la façon la plus efficace pour quelques hommes politiques - toute considération de morale mise à part pour le premier - d’acquérir et de conserver indéfiniment le pouvoir (thème de base du Prince), mettant des hommes de paille aux places clé de la société.
Montesquieu, conformément à son rôle historique, met l’accent sur la séparation des pouvoirs, l'État de droit, la souveraineté de la nation, mais Machiavel retourne à chaque fois ses arguments pour montrer comment ces notions nobles peuvent être détournées au service d'un homme, ici Napoléon III qui n'est jamais cité, manipulant toutes les composantes de la société.
Le dialogue fait référence au début au dialogue de Socrate et Thrasymaque dans La République de Platon.

### Le style
Le dialogue des morts constitue un style littéraire rendu célèbre à l'époque par ceux devenus classiques de Fontenelle.
La comparaison du texte de Joly avec le contenu d'œuvres contemporaines d’Émile Zola comme l’Argent marque leur appartenance commune au XIXe siècle, et à l’esprit de cette époque tel qu’il nous a été décrit aussi par Honoré de Balzac dans ses romans : il s’agit grosso modo de la société de l’argent opposée par exemple aux visions humanistes et/ou chrétiennes les ayant en principe précédées ainsi qu'à l'honneur et la vertu dont Montesquieu faisait respectivement le socle de la monarchie et de la République. On y retrouve parfois des accents accusateurs semblables à ceux de Jean-Jacques Rousseau dans Du contrat social, mais présentés sous le faux aspect de la recommandation, à l’instar du procédé utilisé par Nicolas Machiavel dans Le Prince ou par Montesquieu dans son propos sur l’esclavage.
Umberto Eco, dans sa préface à l'ouvrage de Will Eisner  sur les Protocoles des Sages de Sion racontant l'affaire, suggère une ascendance immédiate de ces accusations chez Eugène Sue, et remonte  l'origine lointaine de cette légende aux Chevaliers du Temple.

## Extraits
« Les hommes aspirent tous à la domination, et il n'en est point qui ne fût oppresseur, s'il le pouvait ; tous ou presque tous sont prêts à sacrifier les droits d'autrui à leurs intérêts. »

— (Dialogue aux enfers entre Machiavel et Montesquieu)
- Voici un extrait des Protocoles des Sages de Sion s'inspirant directement de ce passage :

« Tout homme a soif du pouvoir : chacun aimerait à être un dictateur si seulement il le pouvait, et bien rares sont ceux qui ne consentiraient pas à sacrifier le bien-être d’autrui pour atteindre leurs buts personnels. »

— (Protocoles des Sages de Sion)
Autre exemple : la presse (12e dialogue)
Joly montre comment manipuler la presse en se donnant un air libéral :

« — Machiavel : Dans les pays parlementaires, c'est presque toujours par la presse que périssent les gouvernements, eh bien, j'entrevois la possibilité de neutraliser la presse par la presse elle-même. »

Cette manipulation commence par un contrôle des publications, puis par une organisation des journaux afin de donner l'impression de liberté de la presse. Le bruit causé par le flot d'informations permet alors de dissimuler le fait que l'essentiel n'est jamais mis en cause, et que seules des anecdotes insignifiantes font la une :

« [...] Je diviserai en trois ou quatre catégories les feuilles dévouées à mon pouvoir. [...] on verra des feuilles, dévouées à mon gouvernement, qui m'attaqueront, qui crieront, qui me susciteront une foule de tracas. [...] remarquez bien que jamais les bases ni les principes de mon gouvernement ne seront attaqués par les journaux dont je vous parle ; ils ne feront jamais qu'une polémique d'escarmouche, qu'une opposition dynastique dans les limites les plus étroites. »

L'étape suivante est de se mettre en scène. Et le premier point consiste à étourdir l'opinion publique, par des annonces faites à l'improviste, sans hésiter à dire une chose et son contraire ; cela permet de discréditer ses adversaires et de diriger les émotions des masses :

« [...] À l'aide du dévouement occulte de ces feuilles publiques, je puis dire que je dirige à mon gré l'opinion dans toutes les questions de politique intérieure ou extérieure. J'excite ou j'endors les esprits, je les rassure ou je les déconcerte, je plaide le pour et le contre, le vrai et le faux. Je fais annoncer un fait et je le fais démentir suivant les circonstances ; je sonde ainsi la pensée publique, je recueille l'impression produite, j'essaie des combinaisons, des projets, des déterminations soudaines, enfin ce que vous appelez, en France, des ballons d'essai. Je combats à mon gré mes ennemis sans jamais compromettre mon pouvoir, car, après avoir fait parler ces feuilles, je puis leur infliger, au besoin, les désaveux les plus énergiques ; je sollicite l'opinion à de certaines résolutions, je la pousse ou je la retiens, j'ai toujours le doigt sur ses pulsations, elle reflète, sans le savoir, mes impressions personnelles, et elle s'émerveille parfois d'être si constamment d'accord avec son souverain. On dit alors que j'ai la fibre populaire, qu'il y a une sympathie secrète et mystérieuse qui m'unit aux mouvements de mon peuple. »

Pour cela, il faut imposer aux journaux un droit de relecture, ce qui passera pour une censure honnête, et déjouera les accusations de complot et d'hypocrisie :

« [...] J'obligerai les journaux à accueillir en tête de leurs colonnes les rectifications que le gouvernement leur communiquera ; les agents de l'administration leur feront passer des notes dans lesquelles on leur dira catégoriquement : Vous avez avancé tel fait, il n'est pas exact ; vous vous êtes permis telle critique, vous avez été injuste, vous avez été inconvenant, vous avez eu tort, tenez-vous-le pour dit. Ce sera, comme vous le voyez, une censure loyale et à ciel ouvert. [...] et tandis qu'on se disputera, qu'on donnera les interprétations les plus diverses à mes actes, mon gouvernement pourra toujours répondre à tous et à chacun : Vous vous trompez sur mes intentions, vous avez mal lu mes déclarations ; je n'ai jamais voulu dire que ceci ou que cela. »

Le bruit occasionné par l'agitation du gouvernement donnera l'impression du mouvement et du progrès. C'est encore grâce à la presse que le spectacle de cette immobilité spectaculaire permet de tromper le peuple :

« [...] les masses consentent à être inactives, mais à une condition, c'est que ceux qui les gouvernent leur donnent le spectacle d'une activité incessante, d'une sorte de fièvre ; qu'ils attirent constamment leurs yeux par des nouveautés, par des surprises, par des coups de théâtre ; cela est bizarre peut-être, mais, encore une fois, cela est. [...] en conséquence, je ferais, en matière de commerce, d'industrie, d'arts et même d'administration, étudier toutes sortes de projets, de plans, de combinaisons, de changements, de remaniements, d'améliorations dont le retentissement dans la presse couvrirait la voix des publicistes les plus nombreux et les plus féconds. »

Le président lui-même doit se mettre en scène et personnaliser le pouvoir, en parlant de ses croyances et en s'identifiant à la nation :

« [...] Les peuples n'aiment pas les gouvernements athées, dans mes communications avec le public, je ne manquerais jamais de mettre mes actes sous l'invocation de la Divinité, en associant, avec adresse, ma propre étoile à celle du pays. »

Le président doit paraître jeune, dynamique, faire semblant de faire bouger les choses, ce qui lui permet de se légitimer contre des institutions qui ne seront plus jugées selon leur utilité et le droit, mais selon la valeur, positive en démocratie, de jeunesse. L'hagiographie médiatique permet de disposer des institutions à son gré sans que cela apparaisse sous le jour plus véritable d'un coup de force :

« [...] Mes principes, mes idées, mes actes seraient représentés avec l'auréole de la jeunesse, avec le prestige du droit nouveau en opposition avec la décrépitude et la caducité des anciennes institutions. »

## Adaptations

### Adaptations théâtrales
La première adaptation est due à Pierre Fresnay, qui a lu le texte en compagnie de Julien Bertheau au Théâtre de la Michodière en 1968.
La Comédie-Française monta ce texte en 1983 au Petit-Odéon, dans une adaptation de Pierre Franck, mise en scène par Simon Eine dans un décor de Charlie Mangel avec Michel Etcheverry et François Chaumette dans les rôles titres. La pièce eut à l’époque un très vif succès.
Pierre Tabard a réadapté le texte en 2003 en partant de la version de Pierre Fresnay. Ce projet a abouti en novembre 2005 au théâtre du Lucernaire à Paris avec Jean-Paul Borde et Jean-Pierre Andreani.
Une pièce librement adaptée du texte de Maurice Joly a été publié en 2015 par Michel Caron, sous le titre Machiavel contre Montesquieu. Le combat infernal, qui replace l'affrontement entre les deux personnages dans le cadre d'un talk-show.
En 2018, le réalisateur et metteur en scène Marcel Bluwal réadapte le Dialogue aux enfers pour la scène contemporaine. Il monte sa propre pièce issue du texte de Maurice Joly au Théâtre de Poche-Montparnasse, à Paris, avec Hervé Briaux dans le rôle de Machiavel et Pierre Santini dans le rôle de Montesquieu. La presse applaudit un spectacle « stupéfiant d'actualité », « glaçant et lumineux », « superbe d'intelligence et de finesse ». Le texte paraît simultanément dans la Collection des quatre vents de L'avant-scène théâtre.

### Adaptation radiophonique
Une adaptation radiophonique sera faite par la Comédie-Française en 1983 en reprenant la distribution de la pièce avec Michel Etcheverry et François Chaumette, et Simon Eine dans le rôle du récitant, et diffusée sur France Culture.

### Édition numérique
Maurice Joly, Dialogue aux enfers entre Machiavel et Montesquieu, présenté par Sébastien Nadot, éd. An Zéro 2.0, rééd. 2013.

## Fortune littéraire
Le texte parvenu au Tsar, est à peine remanié pour servir de pamphlet contre la bourgeoisie russe qui montait elle aussi en puissance.
Il est également détourné et sert de base au Protocoles des Sages de Sion, pamphlet antisémite obtenu à peu de frais en remplaçant essentiellement le terme de "financiers" ou le nom "Napoléon III" par celui de "juifs" tout au long du texte et en n'en gardant que les tirades de Machiavel, et des ponctions massives du texte de Joly se retrouvent dans les Protocoles.
Par sa présentation d’une réalité truquée pour des raisons politiques, le Dialogue se montre précurseur d’ouvrages ultérieurs comme le 1984 de George Orwell, ou les œuvres de Philip K. Dick, eux aussi baignés de vision politique — voire de la notion de spectacle mentionnée brièvement par Marx, et que mettra en exergue beaucoup plus tard le mouvement situationniste.
En 1897, un cambriolage exécuté par l'Okhrana dans la villa suisse d'Elie de Cyon, (à Territet) permet la saisie d'un grand nombre de papiers, dont un pamphlet politique contre le comte de Witte, rédigé par de Cyon à l'aide du Dialogue aux enfers entre Machiavel et Montesquieu de Maurice Joly.